# Костюченко Олександр Михайлович
Костюченко Олександр Михайлович — радянський і український кінооператор.

## Біографія
Народився 19 грудня 1952 р. у Херсоні. 
Закінчив Київський державний інститут театрального мистецтва.

## Фільмографія
На студії «Київнаукфільм»/«Укранімафільм» зняв стрічки:
- «З життя олівців» (1988)
- «Розгардіяш» (1988)
- «Старовинна балада» (1989)
- «Найсправжнісінька пригода» (1990)
- «Мотузочка» (1990)
- «Навколо шахів» (1990, у співавт.)
- «Колекція» (1991)
- «Кам'яні історії» (1991)
- «Полювання» (1992)
- «Приз» (1992)
- «Сім мам Семена Синєбородька» (1992)
- «Різдвяна казка» (1993)
- «Тредичіно» (1993)
- «Цап та баран» (1994)
- «Коза-дереза» (1995) та ін.